# Batalla de Chora
La llamada Batalla de Chora tuvo lugar en el pueblo de Chora (3000 habitantes) y sus alrededores, en la Provincia de Urūzgān de Afganistán, entre el 15 y el 19 de junio de 2007. El combate fue entre fuerzas afganas y de la ISAF por un lado y las fuerzas Talibán por el otro, por el control del centro del Distrito de Chora, considerado un objetivo táctico por los talibanes debido a que proporciona acceso terrestre desde el incontrolado distrito de Gizab en el norte con la capital provincial Tarin Kowt. Según algunas fuentes, esta lucha fue la mayor ofensiva Talibán del año 2007 en Afganistán, y provocó la muerte de dos soldados neerlandeses, uno australiano, otro estadounidense, 16 soldados afganos, unos 60 civiles, y varias decenas de talibanes.

### Vídeos
- Dos F-16 en un vuelo a bajo nivel en YouTube.
- Patrulla de reconocimiento neerlandesa entra en combate con talibanes en YouTube.
- Contraataque en Kala Kala, parte 1 en YouTube.
- Contraataque en Kala Kala, parte 2 en YouTube.
- Ataque suicida a un convoy neerlandés el 15 de junio. en YouTube.
- Un PzH 2000 neerlandés en Kamp Holland disparando sobre los talibanes cerca de Chora el 16 de junio en YouTube.

- Datos: Q1485258